# Mimi de Nachtigal
 (décembre 2020).
Si vous disposez d'ouvrages ou d'articles de référence ou si vous connaissez des sites web de qualité traitant du thème abordé ici, merci de compléter l'article en donnant les références utiles à sa vérifiabilité et en les liant à la section « Notes et références ».
Pour les articles homonymes, voir Mimi.
Le mimi du nachtigal, ou mimi-N, est une langue du Tchad qui n'est attestée que dans une liste de mots intitulée Mimi qui a été recueillie vers 1870 par Gustav Nachtigal. Les données du nachtigal ont ensuite été publiées par Lukas & Voelckers en 1938.

## Classification
Joseph Greenberg l'a classé en 1960 comme une langue mabane, bien que lointaine. Des chercheurs ultérieurs ont soutenu une relation à distance, bien qu'il y ait peu de données pour continuer.